# Pelastoneurus jasoni
Pelastoneurus jasoni är en tvåvingeart som beskrevs av Grichanov 2004. Pelastoneurus jasoni ingår i släktet Pelastoneurus och familjen styltflugor. Inga underarter finns listade i Catalogue of Life.